# پارا دوچرخه‌سواری در پارالمپیک تابستانی ۲۰۲۴
پارا دوچرخه‌سواری (انگلیسی: Cycling at the 2024 Summer Paralympics)یکی از رویدادهای پارالمپیک تابستانی ۲۰۲۴ بود که از ۲۹ اوت تا ۷ سپتامبر ۲۰۲۴ ( تا ۱ سپتامبر پیست و از ۴ سپتامبر جاده) در کلیشی سو بوآ در منطقه سن-سن-دنی برای دوچرخه‌سواری جاده و پیست سن-کونتان-ان-ایولین برای دوچرخه‌سواری پیست برگزار شد.
برخلاف دوره پیش، هیچ ورزشکاری از ایران جواز حضور در این رویداد را کسب نکرد.  پیشتر مهدی محمدی در توکیو ۲۰۲۰ نماینده ایران بود.

### کشورهای شرکت‌کننده
اعلام شده در ژوئن ۲۰۲۴.
- آرژانتین (۴)
- استرالیا (۹)
- اتریش (۶)
- بلژیک (۷)
- برزیل (۶)
- کانادا (۷)
- شیلی (۱)
- چین (۸)
- کلمبیا (۵)
- جمهوری چک (۴)
- دانمارک (۲)
- جمهوری دومینیکن (۱)
- فنلاند (۱)
- فرانسه (۱۵) (کشور میزبان)
- آلمان (۹)
- غنا (۱)
- بریتانیای کبیر (۱۷)
- یونان (۱)
- مجارستان (۱)
- هند (۲)
- اندونزی (۱)
- ایرلند (۵)
- اسرائیل (۱)
- ایتالیا (۱۲)
- ژاپن (۵)
- کنیا (۱)
- لتونی (۱)
- مالزی (۳)
- مکزیک (۱)
- مراکش (۱)
- هلند (۱۰)
- نیوزیلند (۶)
- نروژ (۳)
- پاناما (۱)
- پرو (۱)
- لهستان (۵)
- پرتغال (۲)
- رومانی (۲)
- اسلواکی (۲)
- آفریقای جنوبی (۱)
- کره جنوبی (۲)
- اسپانیا (۷)
- سوئد (۳)
- سوئیس (۷)
- تایلند (۴)
- اوکراین (۲)
- امارات متحده عربی (۱)
- ایالات متحده آمریکا (۱۳)
- ازبکستان (۲)
- ونزوئلا (۱)

## جدول مدال‌ها
جدول زیر به تمامی کشورهای مدال‌آور رویداد پارا دوچرخه‌سواری در پارالمپیک اشاره دارد.
  *   کشور میزبان (فرانسه)
| رتبه            | کشور                | طلا | نقره | برنز | مجموع |
| --------------- | ------------------- | --- | ---- | ---- | ----- |
| ۱               | فرانسه*             | ۱۰  | ۱۲   | ۶    | ۲۸    |
| ۲               | هلند                | ۱۰  | ۳    | ۳    | ۱۶    |
| ۳               | بریتانیای کبیر      | ۹   | ۸    | ۵    | ۲۲    |
| ۴               | چین                 | ۵   | ۴    | ۱    | ۱۰    |
| ۵               | استرالیا            | ۴   | ۴    | ۳    | ۱۱    |
| ۶               | ایالات متحده آمریکا | ۴   | ۱    | ۳    | ۸     |
| ۷               | اسپانیا             | ۲   | ۳    | ۳    | ۸     |
| ۸               | ایتالیا             | ۱   | ۲    | ۵    | ۸     |
| ۹               | ایرلند              | ۱   | ۲    | ۰    | ۳     |
| ۱۰              | آلمان               | ۱   | ۱    | ۵    | ۷     |
| ۱۱              | اوکراین             | ۱   | ۱    | ۱    | ۳     |
| ۱۲              | دانمارک             | ۱   | ۰    | ۱    | ۲     |
| ۱۳              | اسلواکی             | ۱   | ۰    | ۰    | ۱     |
| ۱۳              | ژاپن                | ۱   | ۰    | ۰    | ۱     |
| ۱۵              | بلژیک               | ۰   | ۳    | ۲    | ۵     |
| ۱۵              | سوئیس               | ۰   | ۳    | ۲    | ۵     |
| ۱۷              | اتریش               | ۰   | ۲    | ۰    | ۲     |
| ۱۸              | کانادا              | ۰   | ۱    | ۳    | ۴     |
| ۱۹              | نیوزیلند            | ۰   | ۱    | ۱    | ۲     |
| ۲۰              | لهستان              | ۰   | ۰    | ۲    | ۲     |
| ۲۰              | کلمبیا              | ۰   | ۰    | ۲    | ۲     |
| ۲۲              | آفریقای جنوبی       | ۰   | ۰    | ۱    | ۱     |
| ۲۲              | سوئد                | ۰   | ۰    | ۱    | ۱     |
| ۲۲              | پرتغال              | ۰   | ۰    | ۱    | ۱     |
| مجموع (۲۴ کشور) | مجموع (۲۴ کشور)     | ۵۱  | ۵۱   | ۵۱   | ۱۵۳   |